# Les Agites
Les Agites é um passo nos Alpes suíços, localizado no cantão de Vaud .

## História
Um caminho construído em 1898 ligava Les Agites a Corbeyrier em duas horas. Contudo, a estrada estava extremamente exposta a eventos naturais como o deslizamento de terra, queda de rochas, entre outros, razão do descontentamento e de inúmeras queixas por parte dos proprietários de pastagens de montanha.
Em 1938 a associação da estrada de Les Agites, juntamente com o proprietários das pastagens, a comuna de Corbeyrier e o estado do cantão de Vaud levam a a cabo a construção de uma estrada alternativa à existente e à escavação do túnel de Les Agites. Túnel escavado na rocha, com 382m de comprimento, de uma só faixa, sem iluminação artificial e com apenas alguns pontos de iluminação natural..  

## Geografia

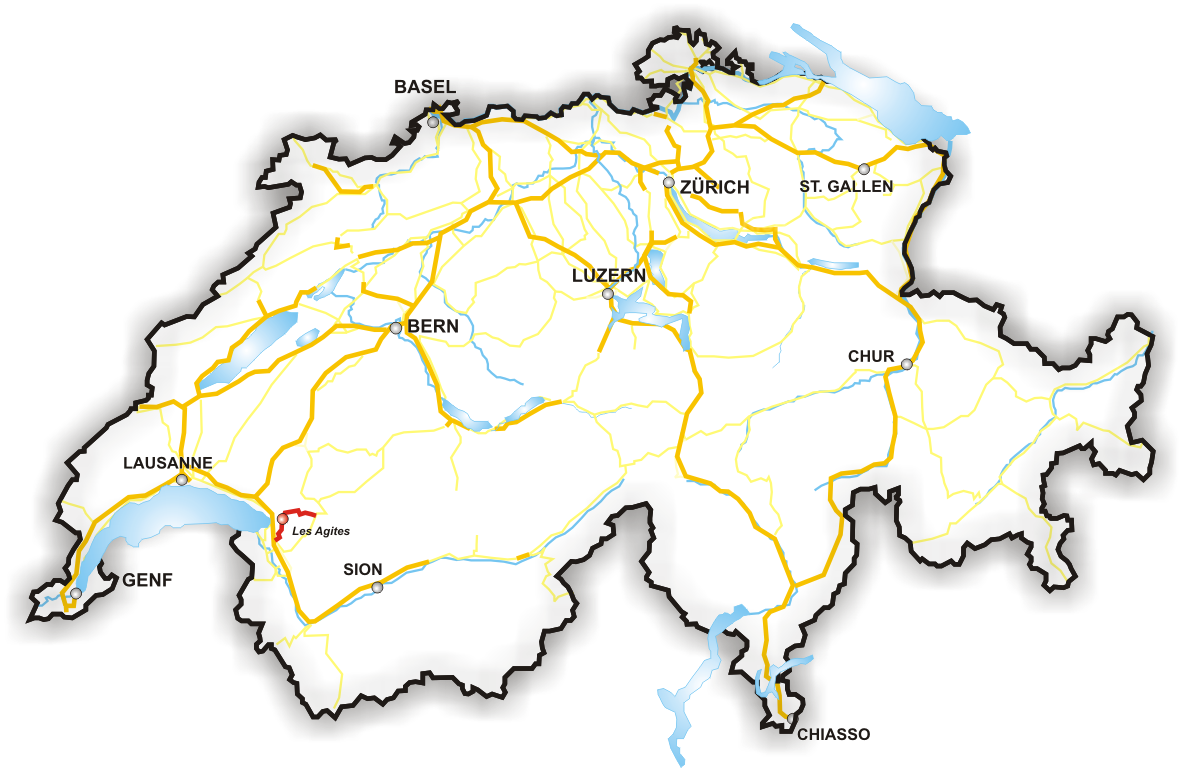
Localização do passo.

Este passo liga o vale do Ródano, a oeste, ao vale de Sarine, a leste (afluente do Aar, na bacia do Reno). A estrada de Hongrin é uma alternativa ao principal acesso rodoviário que passa pelo vale de Ormonts para conectar a região do Chablais e a região de Mosses . A oeste, a estrada começa em Yvorne e depois passa por Corbeyrier e Luan antes de atravessar o túnel de Agites. O passo está localizado entre a Tour d'Aï, a sudeste, e o rio Eau Froide, no norte. Para o este, a descida é muito íngreme. A estrada passa no flanco sul do Lac de l'Hongrin para se juntar à estrada La Colcher Mosses, praticamente no seu cume. 

## Acesso

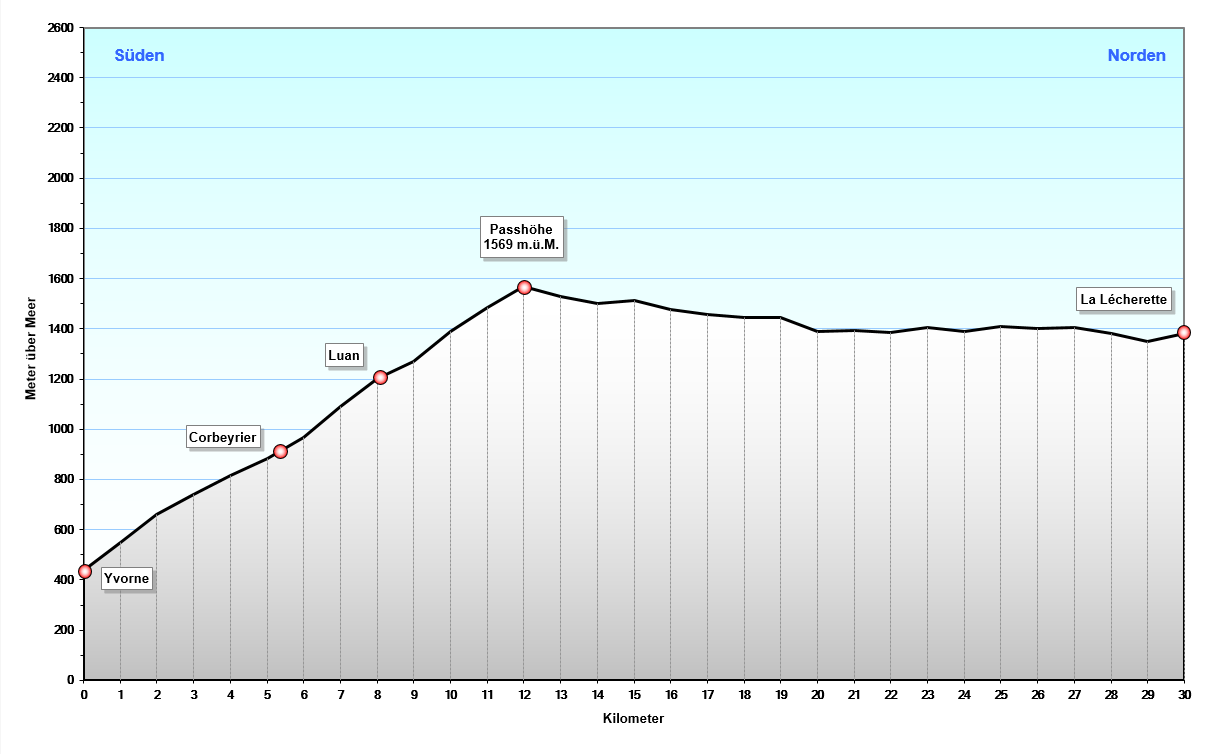
Perfil do colar, à esquerda Yvorne à direita, La Lécherette.

A estrada de Hongrin atravessa o campo de tiro " Petit Hongrin " do exército suíço, consequentemente está fechada de segunda a sexta-feira, sujeita a avisos de disparos. No entanto, o acesso é permitido nos fins de semana. 
O túnel dos Agites entre o passo e Corbeyrier possui apenas uma faixa e não possui iluminação. Nos fins de semana e feriados das 7h às 19h, é definido um horário de passagem. A subida em direção a Lécherette é autorizada durante o primeiro quarto de hora (00 a 15) e a descida a Corbeyrier durante o terceiro quarto de hora (30 a 45).
A estrada está fechada ao trânsito de 1 de Novembro a 31 de maio. 

## Atividades
O troço é particularmente apreciado por motards que sobretudo aos fins de semana percorrem esta estrada em grupos organizados na maioria das vezes.